# Pis
Pis ist eine französische Gemeinde mit 95 Einwohnern (Stand 1. Januar 2022) im Département Gers in der Region Okzitanien. Sie gehört zum Arrondissement Condom und zum Kanton Fleurance-Lomagne. 
Sie ist umgeben von den Nachbargemeinden Lalanne im Nordwesten, Céran im Norden, Goutz im Nordosten, Taybosc im Osten, Puycasquier im Südosten und Miramont-Latour im Südwesten.  

## Bevölkerungsentwicklung
| Jahr                       | 1962 | 1968 | 1975 | 1982 | 1990 | 1999 | 2008 | 2016 |
| -------------------------- | ---- | ---- | ---- | ---- | ---- | ---- | ---- | ---- |
| Einwohner                  | 88   | 92   | 78   | 77   | 74   | 80   | 91   | 110  |
| Quellen: Cassini und INSEE |      |      |      |      |      |      |      |      |